# Ернст-Оскар фон Гейдебранд
Ернст-Оскар фон Гейдебранд унд дер Лаза (нім. Ernst-Oskar von Heydebrand und der Lasa; 26 грудня 1921, Дойчвер — 29 червня 2002, Целле) — німецький офіцер, обер-лейтенант вермахту. Кавалер Німецького хреста в золоті.

## Біографія

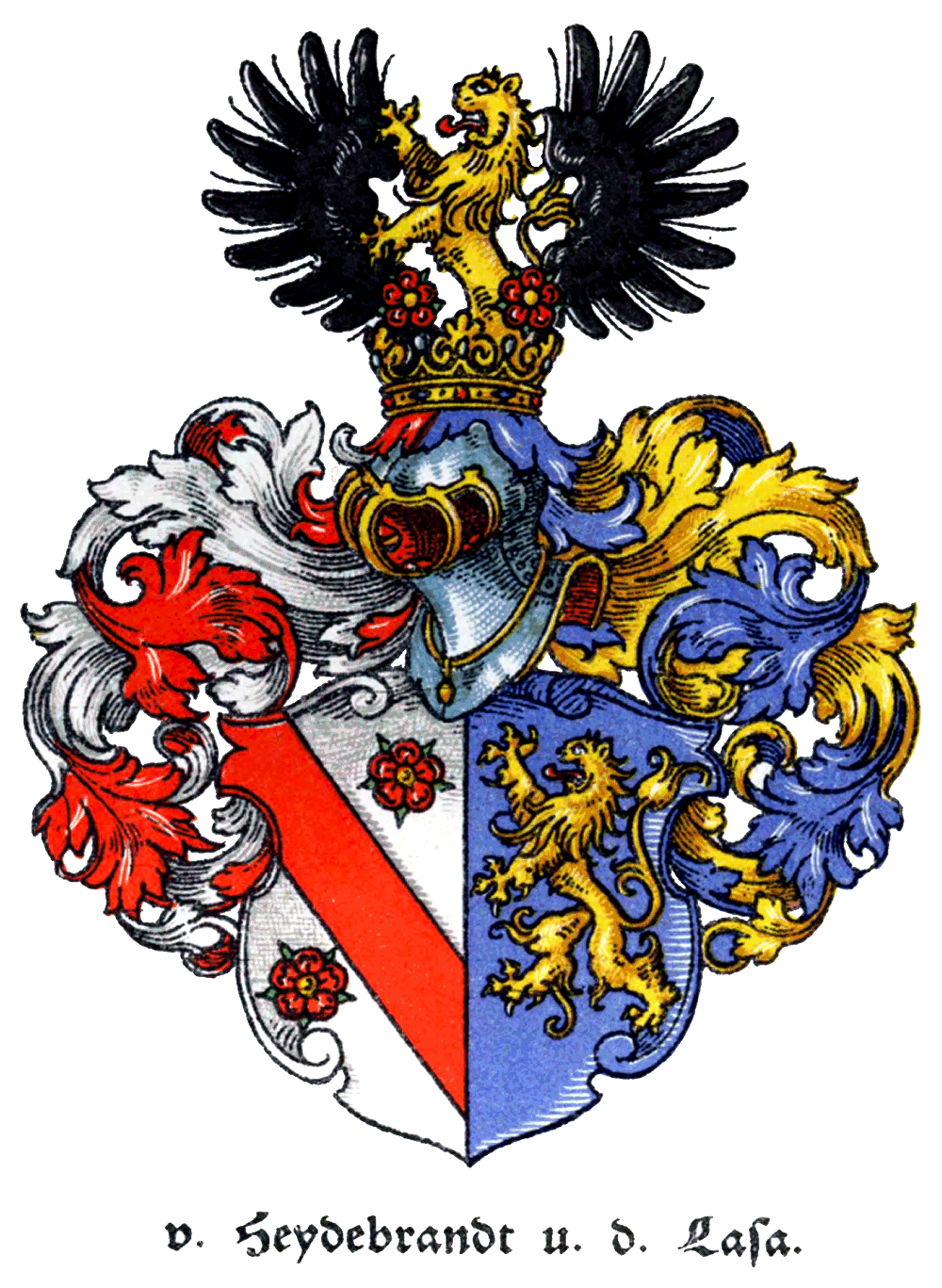
Герб роду Гейдебранд.

Виходець із давнього сілезького знатного роду. Учасник Німецько-радянської війни, служив у 83-му піхотному полку (з 1 липня 1942 року — 83-й єгерський полк) 28-ї піхотної дивізії (з 1 грудня 1941 року — 28-ма легка піхотна дивізія, з 1 липня 1942 року — 28-ма єгерська дивізія). Кінець війни зустрів у шпиталі, в якому опинився через поранення, отримані у боях на Одері.
Після війни вивчав лісівництво у Геттінгенському університеті. Працював у Федеральному управлінні лісівництва до виходу на пенсію в 1986 році.

## Звання
- Лейтенант (1 липня 1941)
- Обер-лейтенант (1 серпня 1943)

## Нагороди
- Залізний хрест
  - 2-го класу (1 жовтня 1941)
  - 1-го класу (4 березня 1943)
- Нагрудний знак «За поранення»
  - в чорному (1 грудня 1941)
  - в сріблі (1 листопада 1944)
- Штурмовий піхотний знак в сріблі (21 жовтня 1941)
- Медаль «За зимову кампанію на Сході 1941/42» (2 серпня 1942)
- Кримський щит (30 січня 1943)
- Нагрудний знак ближнього бою в бронзі (27 липня 1944)
- Медаль «Хрестовий похід проти комунізму» (Румунія) (1 серпня 1944)
- Німецький хрест в золоті (1 листопада 1944)
- Медаль «За Атлантичний вал» (13 березня 1945)